# U lympho không Hodgkin
Ung thư hạch không Hodgkin, u lympho không Hodgkin (NHL) là một nhóm bệnh ung thư máu bao gồm tất cả các loại ung thư hạch ngoại trừ u lympho Hodgkin. Các triệu chứng bao gồm hạch bạch huyết to, sốt, đổ mồ hôi đêm, sụt cân và mệt mỏi. Các triệu chứng khác có thể bao gồm đau xương, đau ngực hoặc ngứa. Một số triệu chứng phát triển chậm, trong khi những triệu chứng khác đang phát triển nhanh.
U lympho là loại ung thư phát triển từ tế bào lympho, một loại tế bào bạch cầu. Các yếu tố nguy cơ bao gồm chức năng miễn dịch kém, các bệnh tự miễn, nhiễm Helicobacter pylori, viêm gan C, béo phì và nhiễm virus Epstein-Barr. Tổ chức Y tế Thế giới (WHO) phân loại u lympho thành năm nhóm chính, bao gồm một nhóm cho bệnh ung thư hạch Hodgkin. Trong bốn nhóm cho NHL, có hơn 60 loại ung thư hạch cụ thể. Chẩn đoán bằng cách kiểm tra sinh thiết tủy xương hoặc hạch bạch huyết. Hình ảnh y tế  được thực hiện giúp   phân tách giai đoạn ung thư.
Điều trị phụ thuộc vào việc ung thư hạch phát triển chậm hay nhanh và nếu nó ở một khu vực hoặc nhiều khu vực trên cơ thể. Phương pháp điều trị có thể bao gồm hóa trị, xạ trị, liệu pháp miễn dịch, liệu pháp nhắm mục tiêu, ghép tế bào gốc, phẫu thuật hoặc chờ đợi thận trọng. Nếu máu trở nên quá đặc do số lượng kháng thể cao, có thể sử dụng phương pháp tách huyết tương. Xạ trị và một số hóa trị, tuy nhiên, làm tăng nguy cơ mắc các bệnh ung thư, bệnh tim hoặc các vấn đề thần kinh khác trong những thập kỷ tiếp theo.
Trong năm 2015, khoảng 4,3 triệu người mắc ung thư hạch không Hodgkin và đã có 231.400 người chết. Tại Hoa Kỳ, 2,1% số người bị ảnh hưởng tại một số thời điểm trong cuộc sống của họ. Độ tuổi chẩn đoán phổ biến nhất là từ 65 đến 75 tuổi. Tỷ lệ sống sót sau năm năm ở Hoa Kỳ là 71%.